# Lijst van voetbalinterlands Saint Kitts en Nevis - Suriname
Deze lijst van voetbalinterlands is een overzicht van alle officiële voetbalwedstrijden tussen de nationale teams van Saint Kitts en Nevis en Suriname. De landen speelden tot op heden vier keer tegen elkaar. De eerste ontmoeting, een groepswedstrijd tijdens de Caribbean Cup 1996, werd gespeeld op 30 mei 1996 in Port of Spain (Trinidad en Tobago). Het laatste duel, een kwalificatiewedstrijd voor de CONCACAF Nations League 2019/20, vond plaats in Paramaribo op 23 maart 2019.

## Wedstrijden
| № | Plaats        | Datum         | Competitie                                   | Wedstrijd                 | Uitslag |
| - | ------------- | ------------- | -------------------------------------------- | ------------------------- | ------- |
| 1 | Port of Spain | 30 mei 1996   | Caribbean Cup 1996                           | Suriname – St. Kitts-Nev. | 1 – 1   |
| 2 | Malabar       | 20 mei 2001   | Caribbean Cup 2001                           | Suriname – St. Kitts-Nev. | 0 – 4   |
| 3 | Basseterre    | 1 juni 2016   | Caribbean Cup 2017 kwalificatie              | St. Kitts-Nev. − Suriname | 1 − 0   |
| 4 | Paramaribo    | 23 maart 2019 | CONCACAF Nations League 2019/20 kwalificatie | Suriname − St. Kitts-Nev. | 2 − 0   |

## Samenvatting
| Competitie                           | Totaal gespeeld | Winst St. Kitts-Nev. | Gelijk | Winst Suriname | Doelsaldo St. Kitts-Nev. – Suriname |
| ------------------------------------ | --------------- | -------------------- | ------ | -------------- | ----------------------------------- |
| CONCACAF Nations League-kwalificatie | 1               | 0                    | 0      | 1              | 0 − 2                               |
| Caribbean Cup                        | 2               | 1                    | 1      | 0              | 5 − 1                               |
| Caribbean Cup-kwalificatie           | 1               | 1                    | 0      | 0              | 1 − 0                               |
| Totaal                               | 4               | 2                    | 1      | 1              | 6 − 3                               |

SKNFA · A-internationals · Vrouwenelftal van Saint Kitts en Nevis
1979 – 1989 · 
1990 – 1999 · 
2000 – 2009 · 
2010 – 2019 ·
2020 − 2029
Amerikaanse Maagdeneilanden ·
Andorra ·
Anguilla ·
Antigua en Barbuda ·
Armenië ·
Aruba ·
Bahama's ·
Barbados ·
Belize ·
Bermuda ·
Britse Maagdeneilanden ·
Canada ·
Costa Rica ·
Cuba ·
Curaçao ·
Dominica ·
Dominicaanse Republiek ·
El Salvador ·
Estland ·
Georgië ·
Grenada ·
Guyana ·
Haïti ·
India ·
Jamaica ·
Kaaimaneilanden ·
Mauritius ·
Mexico ·
Montserrat ·
Nicaragua ·
Noord-Ierland ·
Puerto Rico ·
Saint Lucia ·
Saint Vincent en de Grenadines ·
San Marino ·
Suriname ·
Taiwan ·
Trinidad en Tobago ·
Turks- en Caicoseilanden ·
Verenigde Staten
SVB · 
Surinaams vrouwenelftal · 
Olympisch elftal
1934 – 1939 ·
1940 – 1949 ·
1950 – 1959 ·
1960 – 1969 ·
1970 – 1979 ·
1980 – 1989 ·
1990 – 1999 ·
2000 – 2009 ·
2010 – 2019 ·
2020 – 2029
Anguilla ·
Antigua en Barbuda ·
Aruba ·
Barbados ·
Bermuda ·
Britse Maagdeneilanden ·
Canada ·
Costa Rica ·
Cuba ·
Curaçao ·
Denemarken ·
Dominica ·
Dominicaanse Republiek ·
El Salvador ·
Grenada ·
Guatemala ·
Guyana ·
Haïti ·
Honduras ·
India ·
Jamaica ·
Kaaimaneilanden ·
Mexico ·
Montserrat ·
Nederland ·
Nederlandse Antillen ·
Nicaragua ·
Puerto Rico ·
Saint Kitts en Nevis ·
Saint Lucia ·
Saint Vincent en de Grenadines ·
Thailand ·
Trinidad en Tobago